# Saint-Crépin (Alte Alpi)
Saint-Crépin è un comune francese di 622 abitanti situato nel dipartimento delle Alte Alpi della regione della Provenza-Alpi-Costa Azzurra.

## Società

### Evoluzione demografica
Abitanti censiti